# NGC 4833
Az NGC 4833 (más néven Caldwell 105) egy gömbhalmaz a Musca (Légy) csillagképben.

## Felfedezése
Az NGC 4833 gömbhalmazt Nicolas-Louis de Lacaille abbé fedezte fel 1751-ben vagy 1752-ben egy dél-afrikai utazása alkalmával, majd katalogizálta, mint ködöt. James Dunlop és William Herschel tudták később a halmazt csillagokra bontani.